# Bilbao Ria 2000

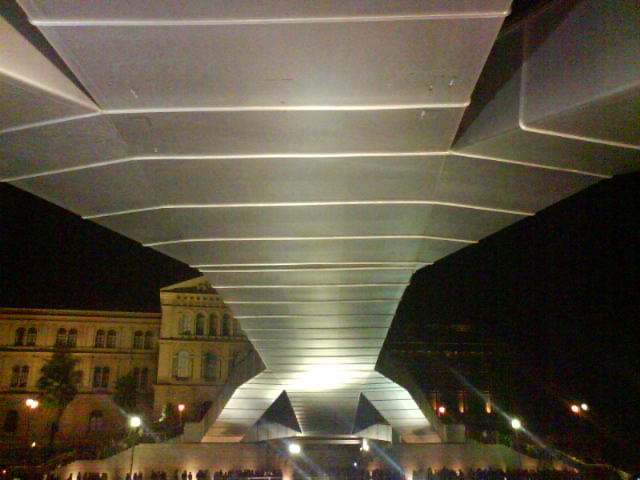
Passerelle Padre Arrupe, à Abandoibarra, près du musée Guggenheim (Bilbao).

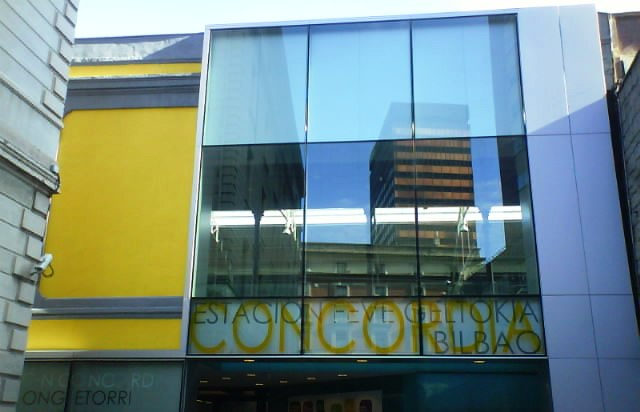
Station de Bilbao-Concordia a été restaurée.

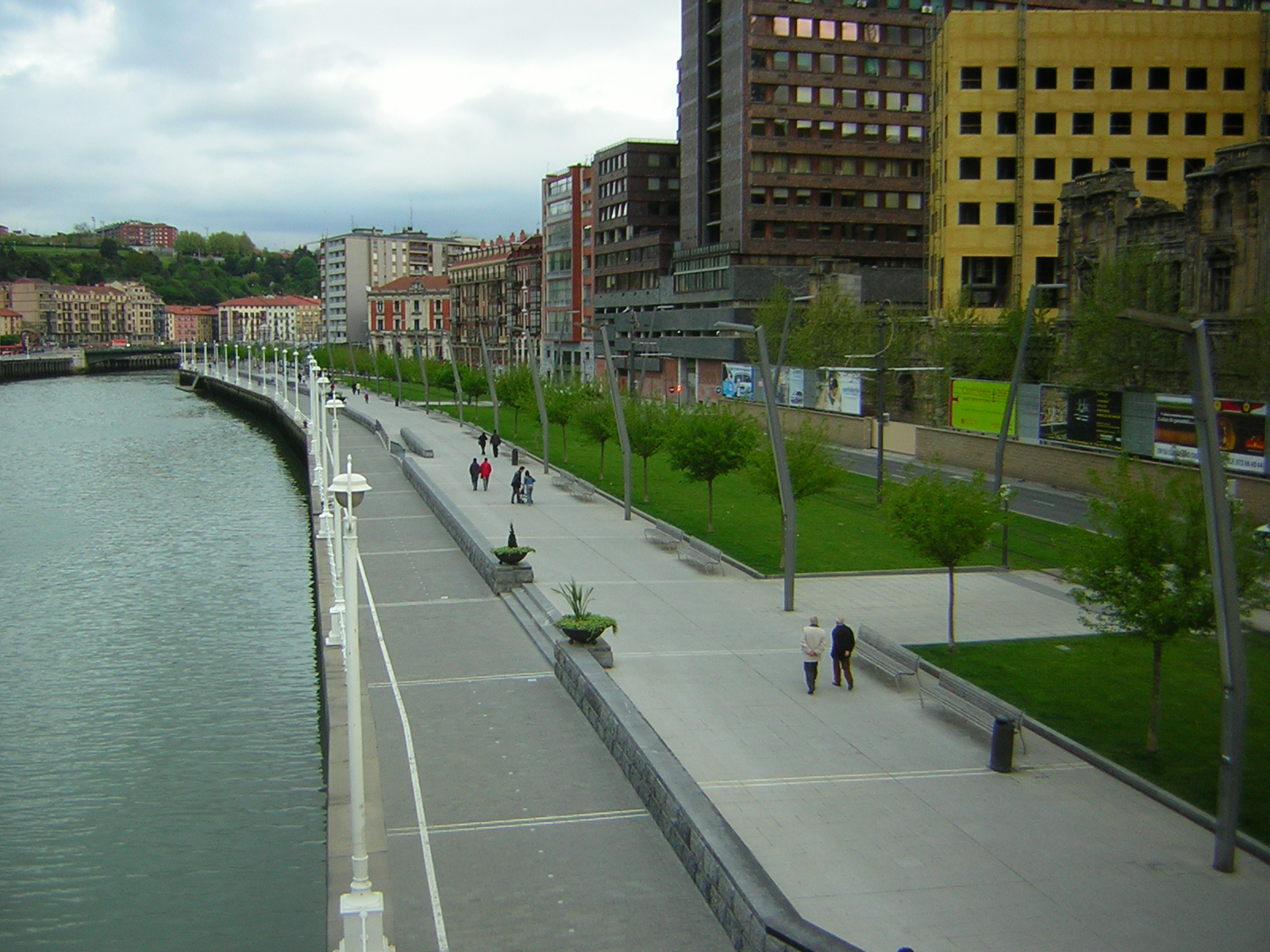
Paseo de Abandoibarra (Bilbao).

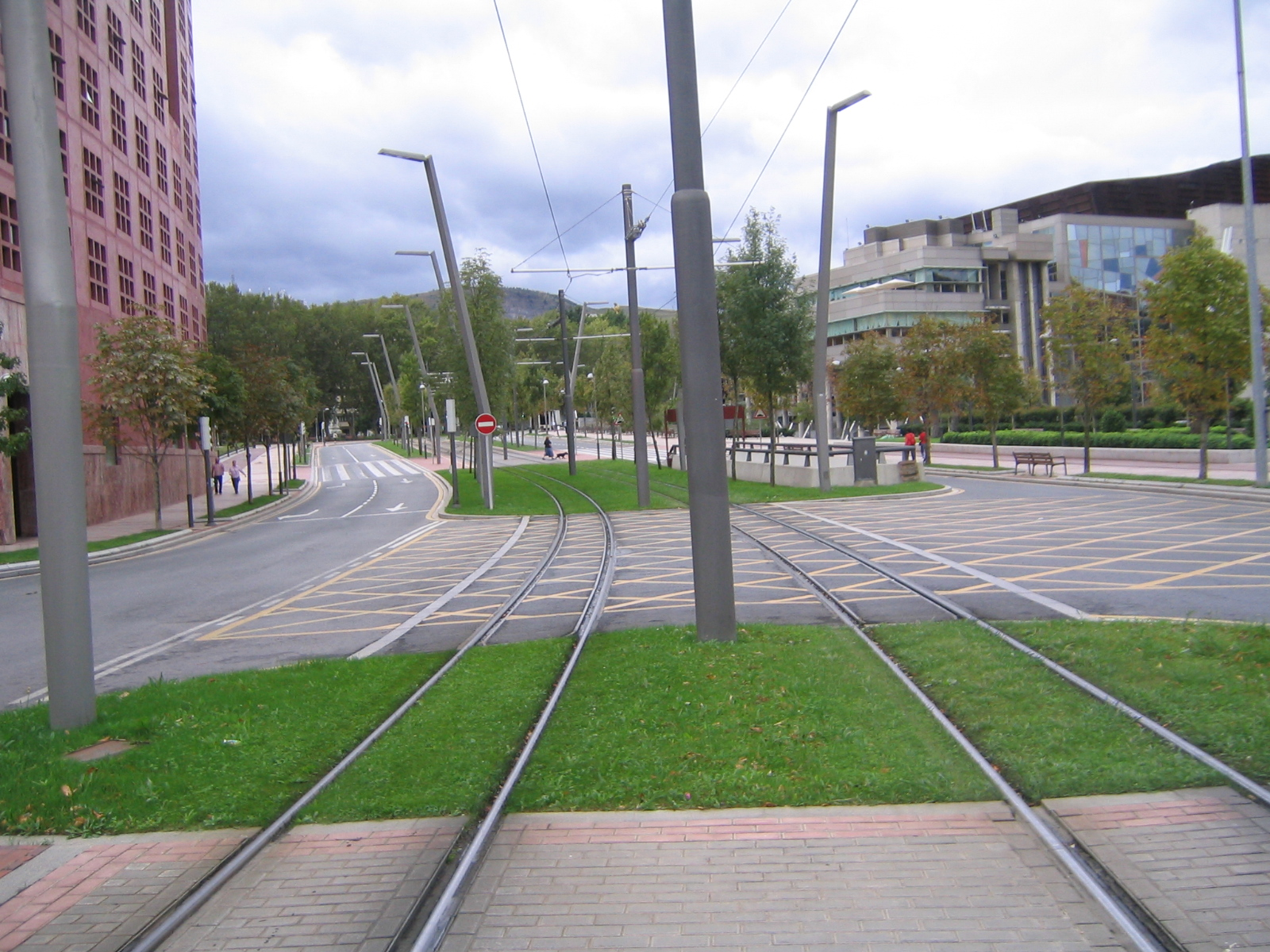
Voies du tramway à Abandoibarra (Bilbao).

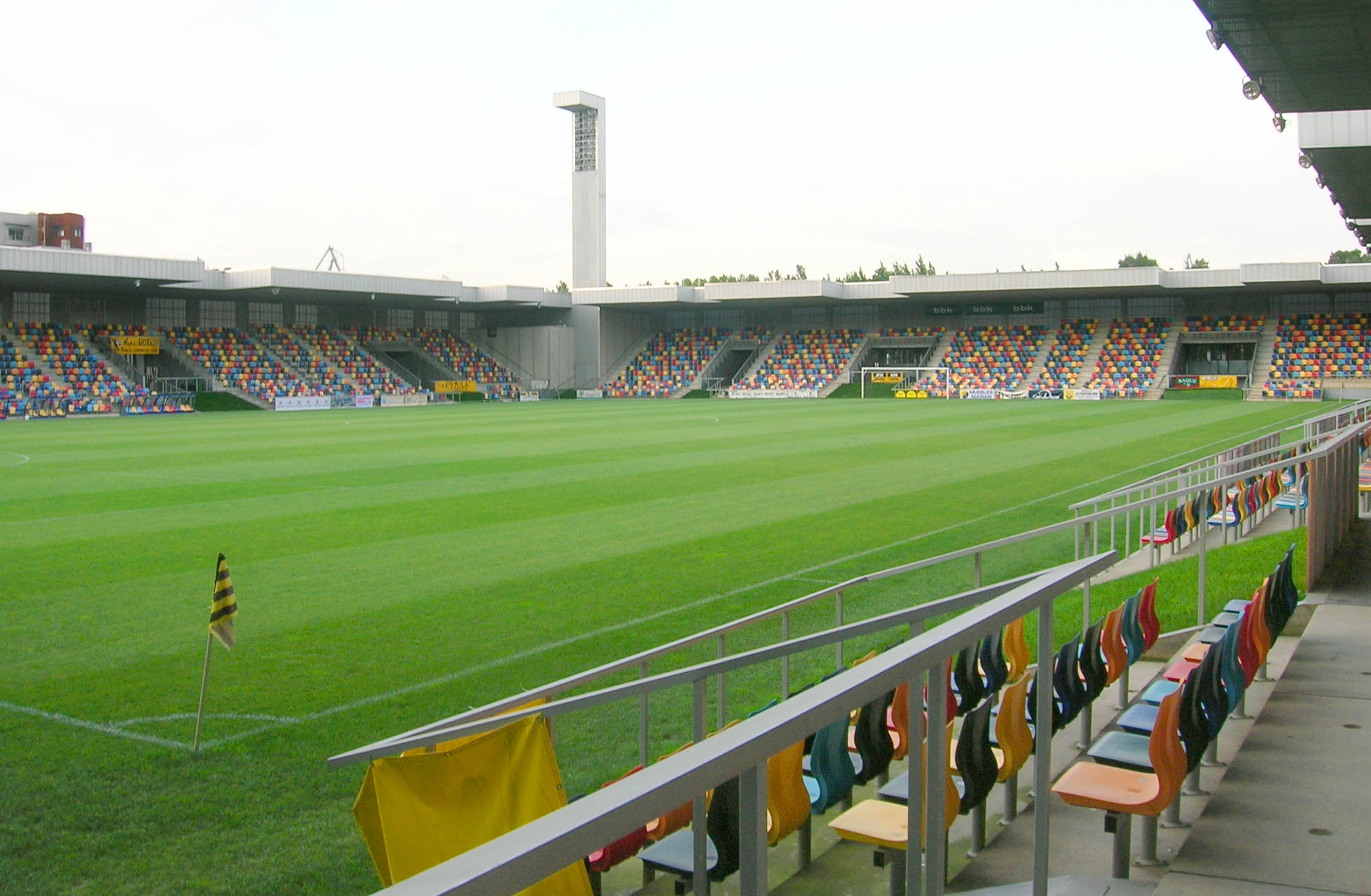
Nouveau stade de football de Lasesarre (Barakaldo)

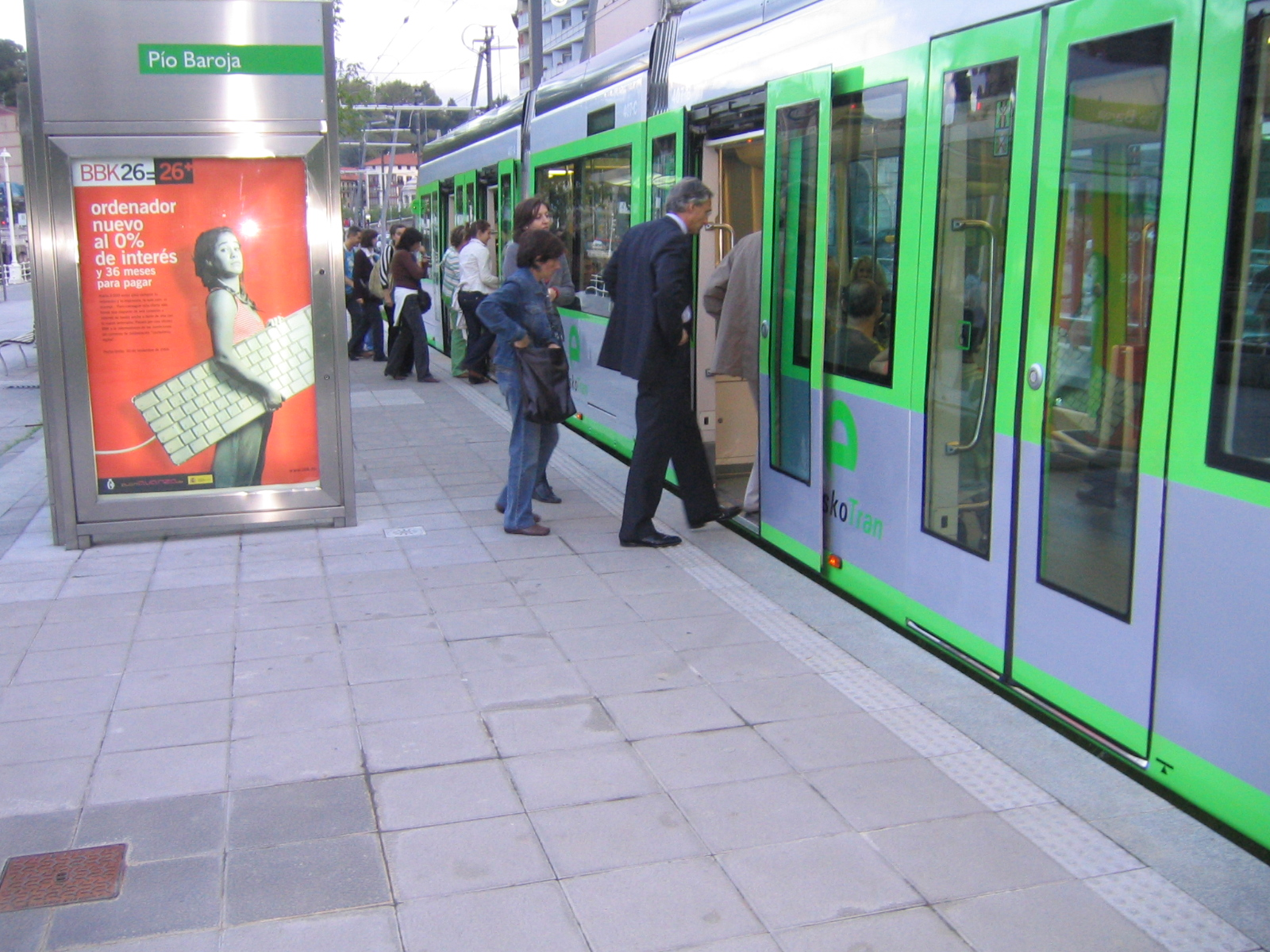
Station de Pío Baroja d'EuskoTran (Bilbao).

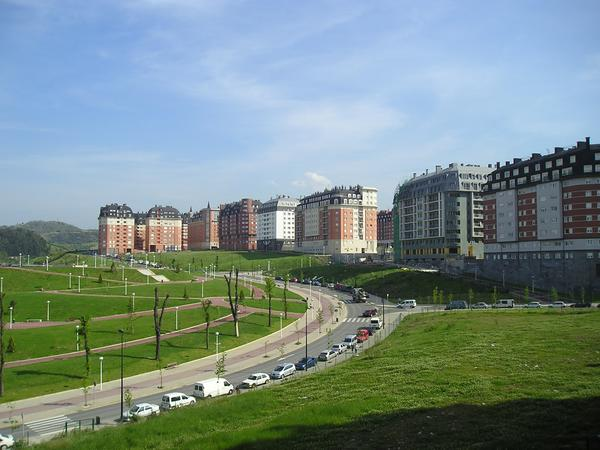
Edifices d'habitations à Miribilla (Bilbao).

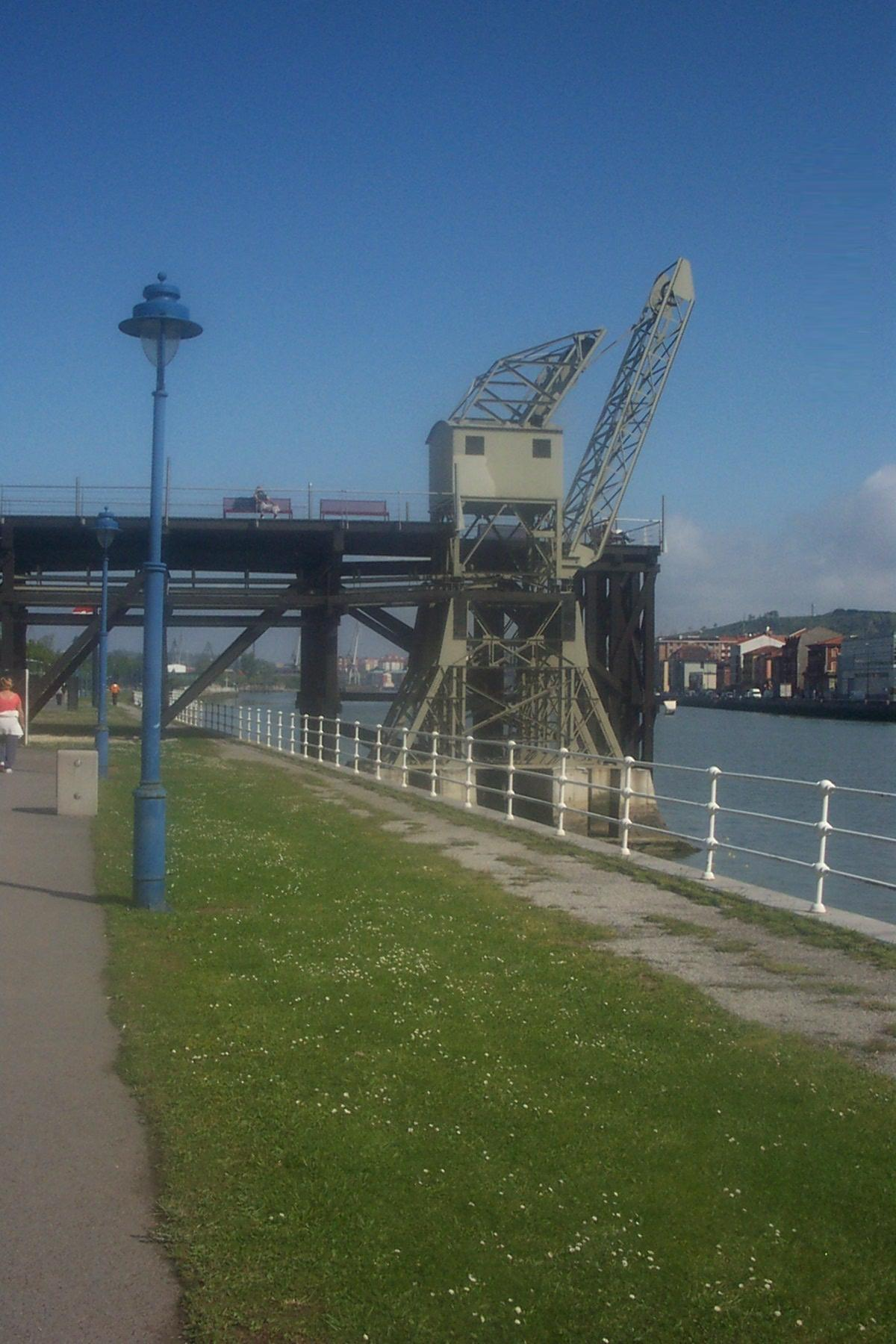
Chargeur de minerai (Barakaldo).

Bilbao Ria 2000 (Bilbao Ría 2000 en castillan) est une société anonyme créé le 19 novembre 1992 avec la collaboration des Administrations publiques, créé pour diriger la récupération et la transformation de zones dégradées de l'Aire métropolitaine de Bilbao.
Bilbao Ria 2000 s'occupe d'exécuter des activités urbanisme, transport et environnement, en régénérant surtout des espaces industriels non utilisés. Ainsi, la société a agi, et continue à le faire, la regérénation urbaine d'Abandoibarra à Bilbao, en ouvrant au public le Paseo de la Ribera, l'Avenue d'Abandoibarra et la passerelle Pedro Arrupe, ainsi qu'en construisant le centre commercial Zubiarte, l'hôtel Sheraton de Bilbao, la ligne A d'EuskoTran (Tramway de Bilbao) et actuellement dans des travaux la Tour des bureaux (Tour Iberdrola), la bibliothèque de l'Université de Deusto, ou le paraninfo de l'Université du Pays basque entre autres.
Dans le quartier de Bilbao d'Ametzola on a construit la gare d'Ametzola de Renfe Cercanías, reliant la gare avec les lignes déjà existantes de Feve, ainsi qu'en enterrant les voies de train. Grâce à l'enterrement des voies, on a construit le Parc Ametzola, avec des promenades comme celui de la pérgola, qui serpente au-dessus des voies de la Feve. Un lac et une grande sculpture. On a de même ouvert de nouvelles rues et une promenade piétonnière jusqu'au parc d'Ametzola.
Bilbao Ria 2000 a aussi travaillé les zones de Bilbao de San Mamés et Olaveaga, ainsi que sur les communes de son aire métropolitaine comme Barakaldo, Basauri et Santurtzi entre autres, en construisant de nouvelles gares de train, stade de football, divers édifices, places…

## Zones d'activité
- Bilbao
  - Abando
    -  Centre de loisir  l'Alhóndiga  (en construction) [1]
    - Station de Zabalburu (Variante Sud de Renfe Cercanías)
    - Rénovation de la gare d'Abando (Variante Sud de Renfe Cercanías)
    - Restructuration de la gare de Bilbao-Concordia
    - Abandoibarra
    - Extension du Parc de Doña Casilda
    - Avenue Abandoibarra et Avenue Lehendakari Leizaola
    - Avenue des Universités
    - Bibliothèque de l'Université de Deusto
    - Centre commercial Zubiarte
    - Bâtiments résidentiels d'Abandoibarra
    - Escaliers et élévateur Abandoibarra-Pont de Deusto
    - Hôtel Sheraton de Bilbao
    - Ligne A (EuskoTran) d'EuskoTran (Tramway de Bilbao)
    -  Paraninfo de l'Université du Pays basque (en Construcción) 
    -  Parc Campa des Anglais (en construction 1º phase) 
    - Parc de Ribera
    - Passerelle Pedro Arrupe
    - Promenade de la Mémoire (Art urbain)
    - Place d'Euskadi
    -  Tour de bureaux (en construction) 

  - Ametzola
    -  Extension de la Ligne A d'EuskoTran (Tramway de Bilbao) (en construction à partir de juin 2009) 
    - Station d'Ametzola (Variante Sud de Renfe Cercanías et rénovation de la gare de FEVE)
    - Nouvelles rues
    - Parc Ametzola
    - Statue de Miguel Navarro dans le Parc Ametzola (Art urbain)
    - Statue de Vicente Larrea dans les plates-formes de la gare de Renfe Cercanías (Art urbain)
    - Système automatique de ramassage d'ordures par air comprimé
    - Enterrement des voies de FEVE et réseaux national des chemins de fer espagnols
    -  Logements (Projet) 

  - Autonomie
    -  Extension de la Ligne A d'EuskoTran (Tramway de Bilbao) (en construction à partir de juin 2009) 
    - Avenue del Ferrocarril
    - Station d'Autonomía (Variante Sud de Renfe cercanias)

  - Basurto
    - Extension de la Ligne A d'EuskoTran (Tramway de Bilbao)
    -  Construction des nouvelles gares enterrées de  Basurto  (face à l'hôpital) et  Elejabarri  (en projet) 
    -  Enterrement des voies de la FEVE (en travaux) 

  - Bilbao la Vieille
    -  Extension de la Plaza du Corazon de María (en Construction après des découvertes archéologiques) 
    - Collège Public  Miribilla 
    - Pont de Cantalojas
    - Urbanisation des quais la Merced, de Marzana et Urazurrutia

  - Garellano
    - Gare Échangeur de San Mamés (Variante Sud de Renfe cercanias)
    - Interventions picturales Jesus Mª Lazkano dans les plates-formes de la gare de Renfe Cercanías de San Mamés (Art urbain) ** la Peña
    - Station de La Peña

  - Miribilla
    -  Construction de bâtiments et transfert des services de Police Municipale et Pompiers à Miribilla (en Construction) 
    - Station de Miribilla

  - Olaveaga
    - Modification de la Station d'Olabeaga (Variante Sud de Renfe Cercanías)
    -  Plan d'aménagement urbain (en projet) 
    -  Transfert d'installations de RENFE (en projet)
- Barakaldo
  - Aire d'Activités économiques (opération Galindo)
  - Stade de football  Lasesarre 
  - Centre de Services Sociaux
  - Dock de Portu
  - Bâtiment Ilgner
  - Édifice Inguralde
  -  Nouvelle gare de Desertu - Barakaldo de RENFE (en projet) 
  - Nouveau réseau routier
  - Nouvelles rues et réadaptation de rues
  -  Nouveaux logements à Galindo (en construction) 
  - Promenades de Ribera
  -  Parc commercial et de loisir à Galindo (en étude) 
  - Parc de Lasesarre
  - Parc de Ribera du Galindo
  - Place Desierto
  -  Place Pormetxeta (Projet) 
  - salle omnisports de Lasesarre
  - Régénération de Herriko Plaza (place de la ville en euskara)
  - Restauration de l'ancien terminal chargeur de Minerai
  - Ré urbanisation et piétonalisation du Paseo de Los Fueros
  - Système automatique de ramassage d'ordures par air comprimé
- Basauri
  -  Nouveau terminal de marchandises de FEVE (en projet) 
  -  Transfert de la gare d'Ariz de FEVE à Arcelor (en projet) 
  -  Transfert de la gare de Pozokoetxe de Renfe Mercancías à Lapatza (en projet)
- Santurtzi
  - Gare de Santurtzi